# Hawadlia papii
Hawadlia papii är en plattmaskart som beskrevs av Schockaert 1971. Hawadlia papii ingår i släktet Hawadlia och familjen Polycystididae. Inga underarter finns listade i Catalogue of Life.